# Реформи Кансей
Реформи Кансей (яп. 寛政の改革, かんせいのかいかく, кансей но кайкаку) — назва курсу соціально-економічних перетворень в Японії, що здійснювалися протягом 1787—1793 років під проводом голови центрального уряду Мацудайри Саданобу. Названі за девізом Імператорського правління «Кансей» (1789—1801). Разом із «реформами Кьохо» (1716 — 1745) та «реформами Темпо» (1841—1843) відносяться до трьох найбільших реформаторських курсів періоду Едо.

## Короткі відомості
Реформи Кансей проводилися після великого голоду Теммей. Вони характеризувалися заохочуванням заощадливості, касацією боргових зобов'язань самураїв, реставрацією села і сільського господарства із примусовим поверненням селян, що мешкали у містах, на батьківщину, забороною викладання в урядових школах інших вчень окрім чжусіанства, посиленням цензури у видавничій справі та насаджуванні конфуціанських норм моралі. Реформи спричинили соціально-економічний застій і, як наслідок, невдоволення широких верств населення.
- 1787 (7 рік Теммей): прийняття закону про стриманість; введення заборони на яскравий і розпусний одяг.
- 1789 (1 рік Кансей):

- видання закону про касацію боргових зобов'язань хатамото сьоґунату; встановлення обов'язкових низьких відсоткових ставок для всіх лихварів.
- прийняття постанови про створення регіональних сховищ зернових на випадок голоду.

- 1790 (2 рік Кансей):

- розпочато курс повернення селян з міст у села, а також сприяння переселенню міських безробітних на село.
- заборонено викладати в урядовій академії Сьохей інші науки окрім чжусіанства
- введено заборону на порнографічну продукцію.

- 1791 (3 рік Кансей): прийнято постанову, за якою витрати міст не повинні були перевищувати 30 % бюджету; 70 % зберігалися на випадок природних катаклізмів.